# Phare de Jupiter Inlet
Le phare de Jupiter Inlet (en anglais : Jupiter Inlet Light) est un phare situé à Jupiter, dans le Comté de Palm Beach en Floride.
Il est inscrit au Registre national des lieux historiques depuis le 15 octobre 1973 sous le n° 73000597.

## Historique
Le site du phare a été construit, dès 1853, du côté nord de Jupiter Inlet. Il est situé entre le phare de Cap Canaveral et le phare d'Hillsboro Inlet. Le phare a été conçu par le lieutenant George Meade, du Bureau of Topographical Engineers. La conception de Meade a ensuite été modifiée par le lieutenant William F. Raynolds. En 1854, l'ensablement de Jupiter Inlet obligea tous les matériaux de construction à être expédiés par bateaux légers le long de l'Indian River. Les travaux ont été interrompus de 1856 à 1858 par la Troisième guerre Séminole. Le phare a été achevé en 1860.La circonférence à la base est d’environ m et d’environ13 m au sommet. Le phare a été peint en rouge en 1910 pour couvrir la décoloration causée par l'humidité. En 2004, l’ouragan Jeanne a sablé la peinture de la partie supérieure de la tour et celle-ci a été repeinte à l’aide d’un revêtement de silicate de potassium.

## Description
Le phare   est une haute tour conique en brique portant galerie et lanterne en fonte de 32 m de haut. La tour est peinte en couleur brique rouge et la lanterne est noire.
Son feu isophase Il émet, à une hauteur focale de 47 m, deux brefs flash blanc de 0.1 seconde séparés de 7.7 secondes par période de 30 secondes. Sa portée est de 25 milles nautiques (environ 46 km).

## Caractéristiques dufeu maritime
Fréquence : 30 secondes (W)
- Lumière : 0.1 seconde
- Obscurité : 7.7 secondes
- Lumière : 0.1 seconde
- Obscurité : 22.1 secondes

Identifiant : ARLHS : USA-411 ; USCG : 3-0725 ; Admiralty : J2922 .

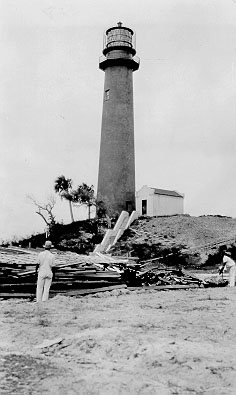
Le phare (photo USCG
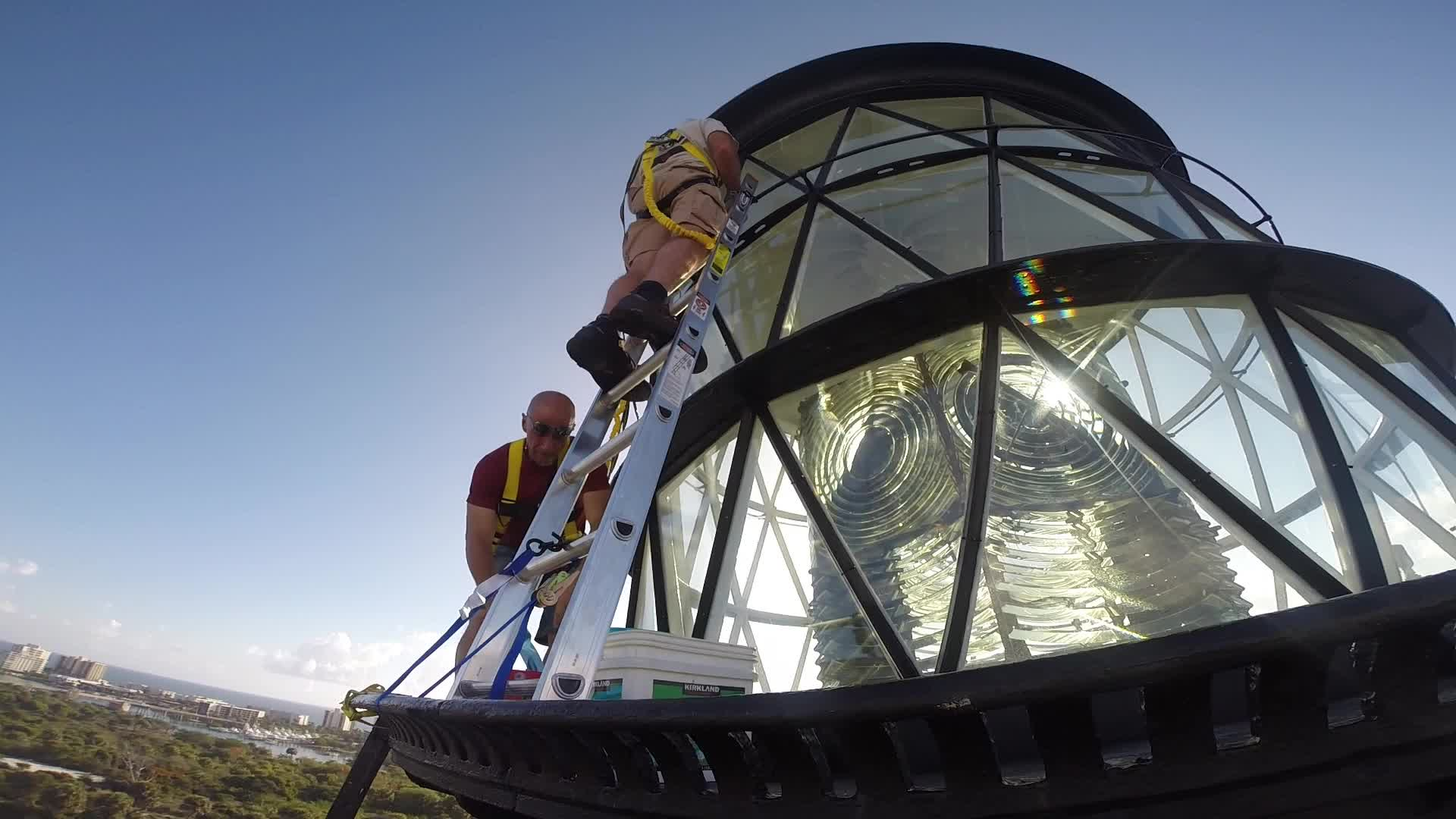
La lanterne
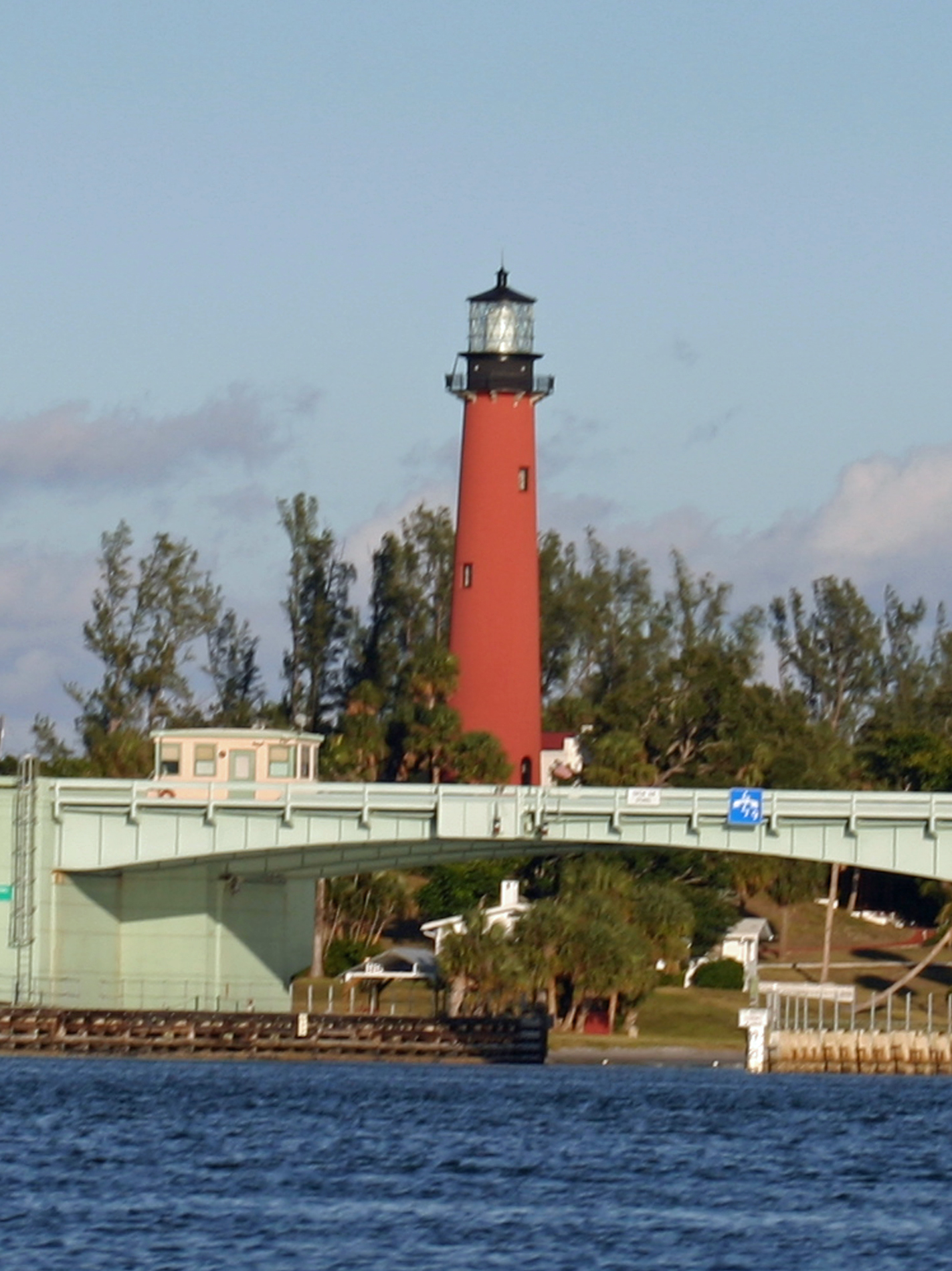
Le phare

### Lien connexe
- Liste des phares en Floride